# Inverze (jazykověda)
Inverze je obrácení slovosledu. Používá se v mnoha jazycích, ale ne vždy má použití stejný důvod a význam.

## V základní skladební dvojici
Inverze v základní skladební dvojici se používá jak v češtině a slovanských jazycích obecně, tak i v germánských a románských jazycích.

## Přívlastková inverze
Přívlastková inverze se v různých mírách používá v češtině a slovanských jazycích obecně: Například v polštině je relativně běžná.
Jde o přehození slovosledu pojmu a jeho přívlastku, zejména v odborných textech.

## Použití v jednotlivých jazycích

### Čeština
V češtině není inverze používána v hovorovém jazyce, nýbrž v poezii a (obvykle) starší literatuře. Autoři díla takto obrací pořádek slov, protože to působí vznešeněji a dramatičtěji. Básníkům se to hodí i kvůli rytmu a rýmu.
- Př. Já u pramene jsem…  namísto Já jsem u pramene…  (Francois Villon – Balada), vyzní to mnohem vznešeněji a má to zde i svůj rytmický smysl.
- Př. „Satane, nuž prones slovo svoje!“ namísto „Satane, nuž prones svoje slovo!“ (Jan Neruda – Balada Pašijová), i zde první příklad působí mnohem vznešeněji a dramatičtěji.
- „Slyšeli jsme slovo Boží.“

### Angličtina
V angličtině se používá inverze v otázkách se slovesem „být“, u modálních sloves a slovesa „mít“. Prohodí se podmět a sloveso.
- Př.  You are an actor. Are you an actor? – Jsi herec. Jsi herec?
- Př.  We can stay. Can we stay? - Můžeme zůstat. Můžeme zůstat?
- Př.  She has got a sister. Has she got a sister? - Má sestru. Má sestru?

Pokud chcete v angličtině vyjádřit, že někdo udělal to samé, co někdo jiný, využijete opět inverzi. Opět prohazujeme podmět a přísudek.
- Př. They stopped and so did he… – Zastavili se, a tak se také zastavil. (J. K. Rowlingová – Harry Potter a Kámen mudrců)

### Francouzština
I ve francouzštině se využívá inverze jako jednoho z možných způsobů k vytvoření otázky. Opět prohazujeme podmět s přísudkem. Tato verze použití otázky je spíše formální.
- Př.  Elle est malade. Est-elle malade? – Je nemocná. Je nemocná?